# 핀볼 (1984년 비디오 게임)
핀볼(일본어: ピンボール, 영어: Pinball)은 닌텐도가 패미컴용으로 1984년에 개발하고 출시한 핀볼 비디오 게임이다. 이 게임은 같은 이름의 게임 & 워치 유닛을 기반으로 하며, 이후 북미와 일본의 닌텐도 VS. 아케이드 게임으로 출시되었다. 1985년, 북미에서 NES을 위한 출시 게임이 되기도 했다.

## 게임 플레이
플레이어가 가상 핀볼 기계의 패들을 제어하며, 두 개의 화면은 일반적인 핀볼 테이블과 보너스 모드를 송출한다. 게임은 세로로 긴 2화면으로 구분되어 볼의 이동에 따라 2개의 화면이 전환되는 방식으로 되어 있다. 게임이 시작되면 볼은 오른쪽 하단의 스프링 위에 올려져 있는데 이를 '프런져(PLUNGER)'라고 부른다.
A버튼이나 B버튼을 누르고 있으면 프런져가 내려가고 손을 떼는 순간 스프링이 튕겨나가며 볼을 위로 올려보낸다. 볼의 개수는 3개인데 게임을 시작하면 하나를 사용하며 2개가 남는다. 볼을 화면 최하단 구멍으로 떨어뜨려 사라지면 미스가 되며 볼의 개수가 하나 줄어든다. 전부 없어지면 게임오버가 되며, 5만점마다 볼의 개수가 하나씩 증가한다.
핀볼은 보너스 게임으로, 브레이크아웃 모드가 있다. 플레이어는 공을 보너스 구멍에다 넣으면 플랫폼을 들고 다니는 마리오를 조종할 수 있는데, 이 모드의 목적은 동키콩(1981)에서와 동일하게 폴린을 구출하는 것이다. 플레이어는 마리오의 플랫폼에서 공을 튕겨내 다양한 목표물을 타격함으로써 이를 달성하는데, 이 목표물을 파괴하면 포인트도 얻게 된다.
밑에 있는 블록이 다 없어지면, 폴린은 떨어지게 되며, 마리오의 플랫폼에 폴린을 올리면 보너스 포인트를 얻지만, 그녀가 땅으로 떨어지면 플레이어는 패배하게 된다.

## 재발매
핀볼은 1985년 NES에서, 1989년 5월 30일에 패밀리 컴퓨터 디스크 시스템에 재출시되었다.
이 게임은 2001년 닌텐도 64용 도부츠노 모리와 게임큐브용 동물의 숲에서 잠금 해제 가능하다. 게임큐브 버전은 어드밴스 플레이를 지원하여 링크 케이블을 통해 게임보이 어드밴스에서 핀볼을 플레이할 수 있다. 2002년, 핀볼은 게임보이 어드밴스의 e-Reader용으로 재발매되었다.
핀볼은 2006년 Virtual Console for Wii(북미 11월 19일, 일본 12월 2일, PAL 지역 12월 15일)와 Wii U(2013년 10월 24일)에 출시되었다.

## 인기
일본에서의 VS. 핀볼 은 1984년 10월 1일자에서 Game Machine지가 선정한 올해의 성공적인 테이블 아케이드 부문으로 선정되었다.